# Armin T. Wegner

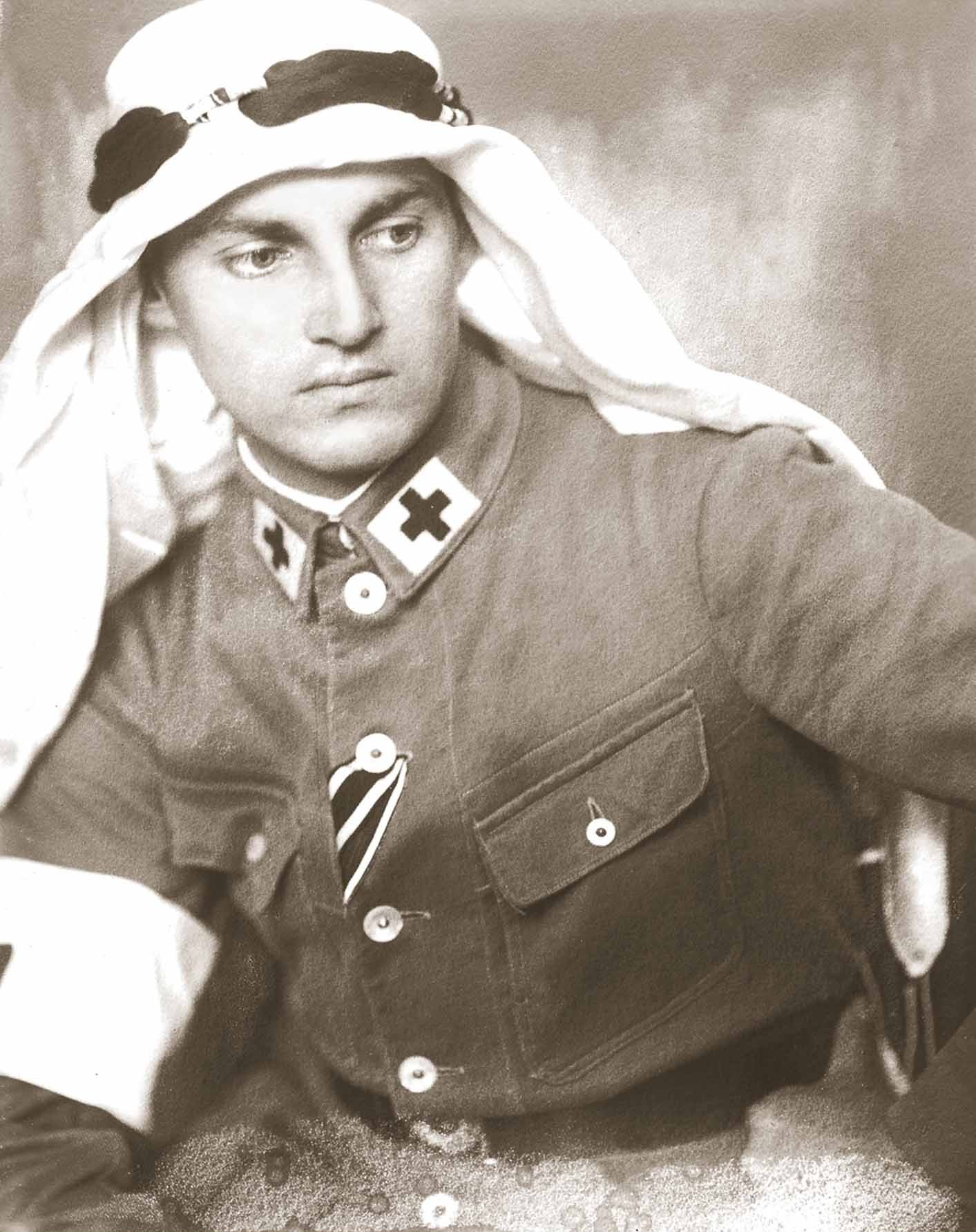
Wegner in den 1910er Jahren

Armin Theophil Wegner (* 16. Oktober 1886 in Elberfeld (heute zu Wuppertal); † 17. Mai 1978 in Rom) war ein deutscher Pazifist und Schriftsteller. Er schrieb expressionistische Lyrik und zahlreiche Reiseberichte. 1996 wurde Armin T. Wegners Asche nach Jerewan (Armenien) überführt, wo er ein Ehrenbegräbnis erhielt.

## Leben

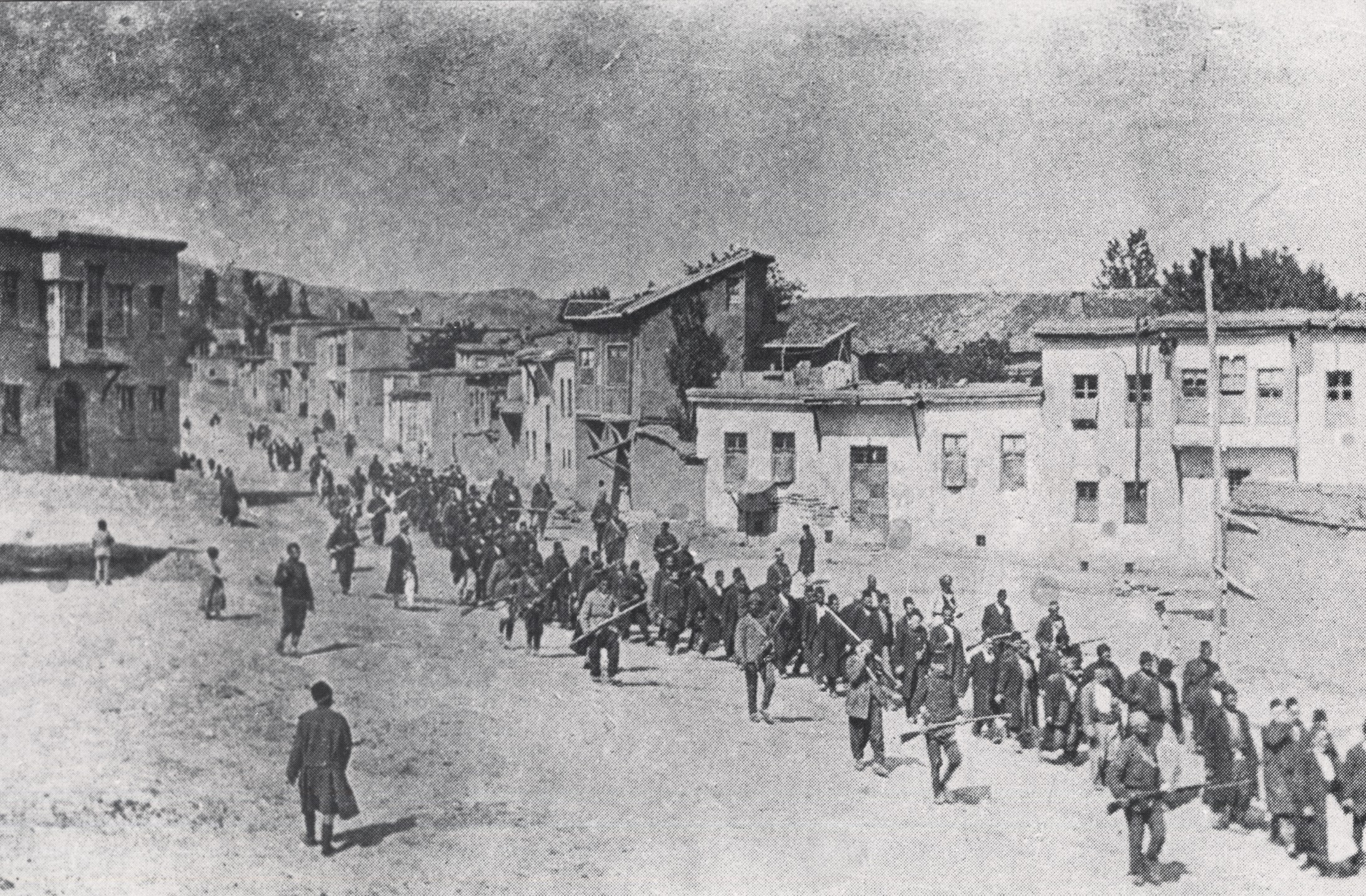
Foto von Armin T. Wegner, Armenier werden von bewaffneten Wachen aus Karphert (türkisch: Harput) weggeführt, wo die Gebildeten und Einflussreichen der Stadt ausgewählt wurden, um am nächsten geeigneten Ort massakriert zu werden, Mai 1915

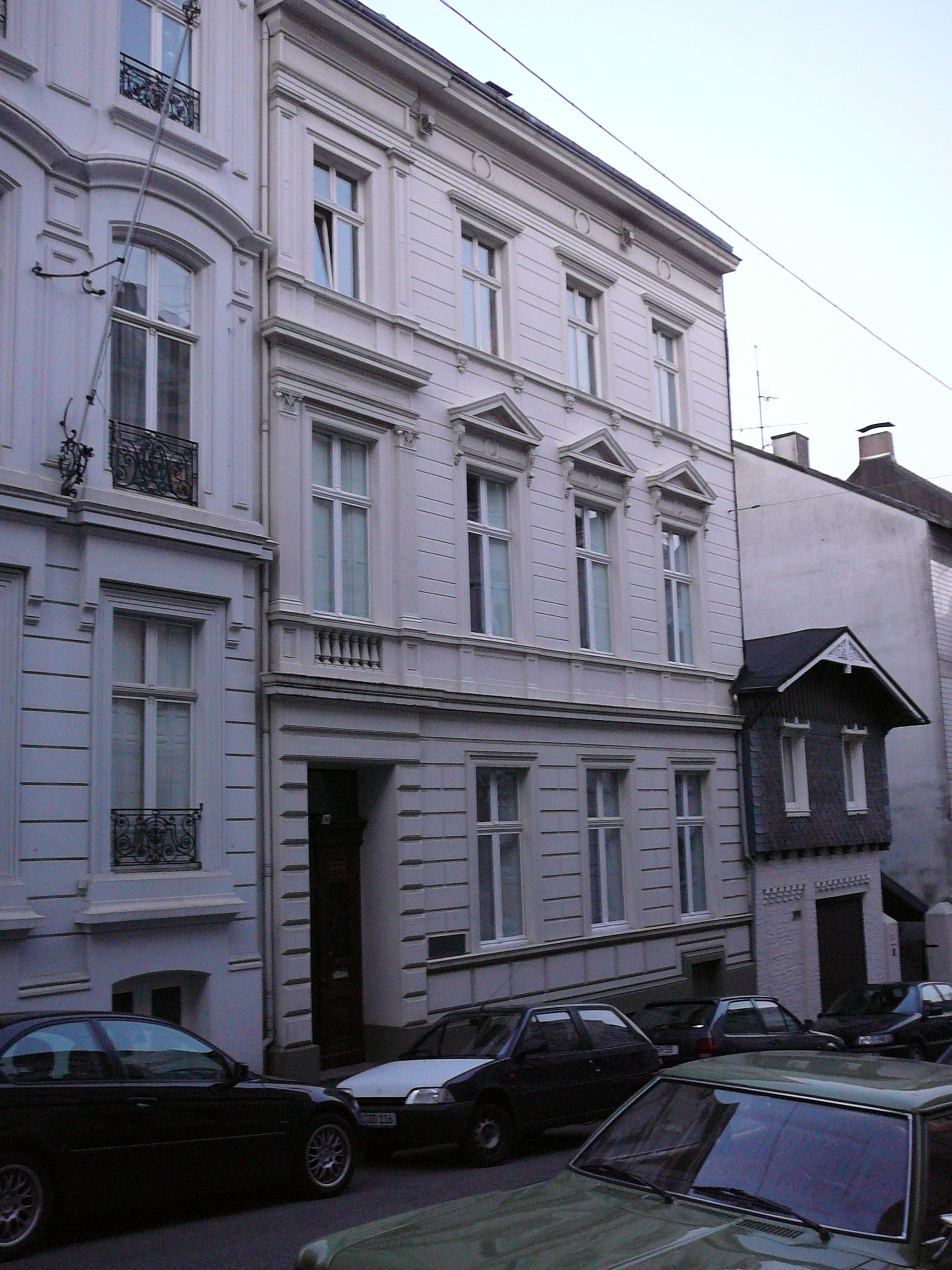
Geburtshaus in Elberfeld (2009)

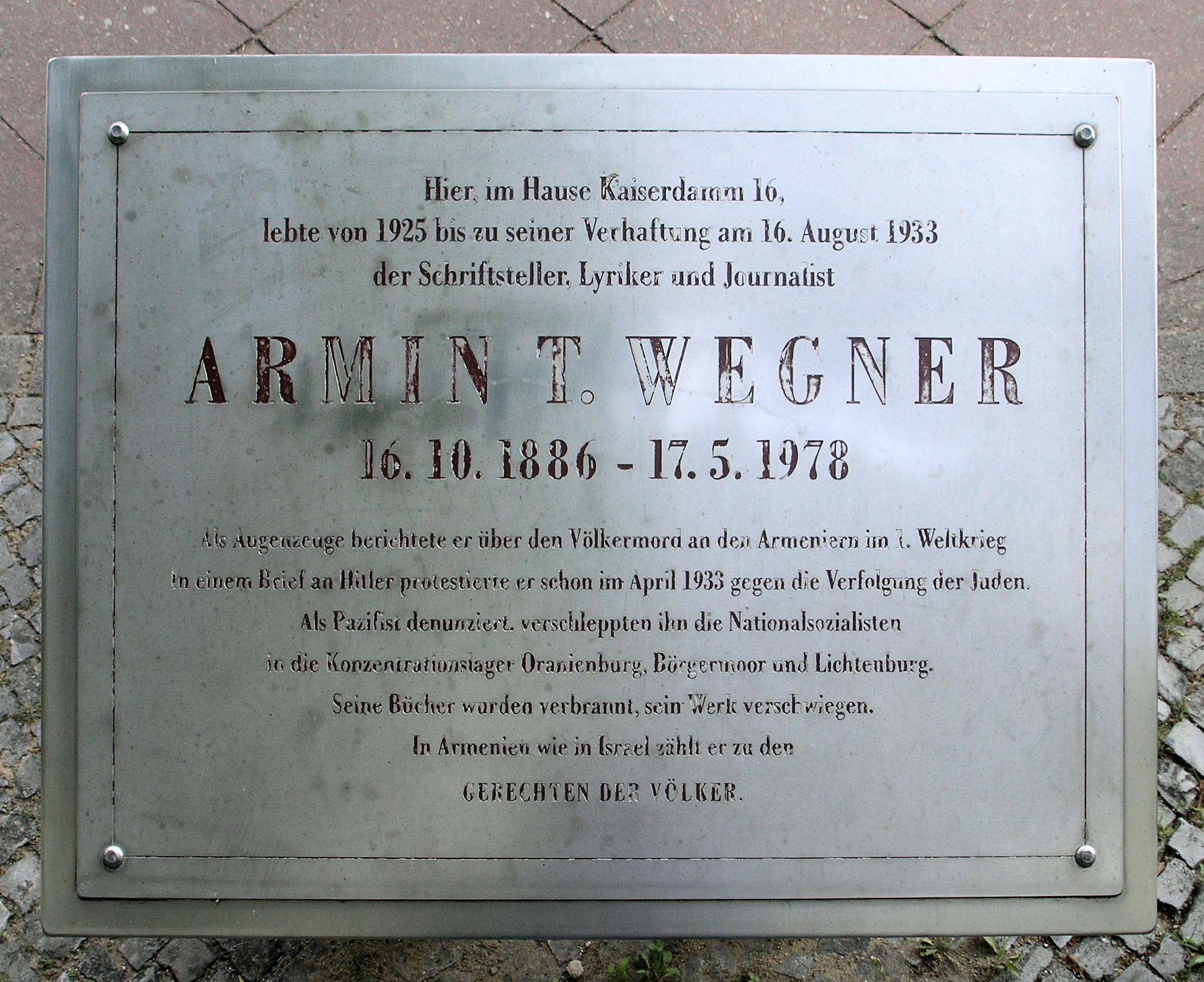
Gedenktafel am Haus Kaiserdamm 16 in Berlin-Charlottenburg (2010)

Noch vor Wegners drittem Geburtstag zog die Familie nach Berlin und wenige Jahre später nach Glogau. Der Vater Gustav Wegner war Reichsbahnbaurat, die Mutter Marie Wegner, geb. Witt (1859–1920), wurde wenig später zur Frauenrechtlerin und Pazifistin. 1904/1905 erhielt Wegner zunächst eine landwirtschaftliche Ausbildung in Schlesien. 1908 schloss er das Gymnasium ab, das er in Striegau besucht hatte. Anschließend studierte er, unter anderem an der Schlesischen Friedrich-Wilhelms-Universität, der Universität Zürich und der Friedrich-Wilhelms-Universität zu Berlin. 1910 war Wegner Mitglied der Reinhardtschen Schauspielschule Berlin. Von 1911 bis 1914 unternahm er Reisen nach Antwerpen, Amsterdam, Paris, Marseille und Nordafrika. 1914 wurde er in Breslau summa cum laude zum Doktor der Rechte promoviert.
Im Ersten Weltkrieg diente er zuerst an der Ostfront als Krankenpfleger. 1915 kam er mit einer deutschen Sanitätsexpedition in das Osmanische Reich. 1916 war er unter Feldmarschall Colmar Freiherr von der Goltz in Ost-Anatolien tätig. Er erlebte und bezeugte die Vertreibung und den Völkermord an den Armeniern durch die Türken. Bis heute bedeutend ist, dass Armin T. Wegner nicht nur Augenzeuge war, sondern das Geschehen auch fotografisch und literarisch festhielt. Er intervenierte in dieser Angelegenheit auch bei der deutschen Regierung und beim US-Präsidenten (Offener Brief an den Präsidenten der Vereinigten Staaten von Nordamerika, Woodrow Wilson, über die Austreibung des armenischen Volkes in die mesopotamische Wüste). Seine Hoffnung, die kaiserliche Diplomatie würde Einfluss auf die Verbündeten am Bosporus nehmen, wurde ebenso enttäuscht wie die Erwartung nach 1918, die Sieger würden sich für das armenische Volk einsetzen. Dennoch gelten Wegners Fotografien auch heute noch als die wichtigsten Bildbeweise für den Genozid am armenischen Volk. „Das unvorstellbare Ausmaß aber und der politische Wille, der hinter dem Genozid an den Armeniern im zerfallenden Osmanischen Reich stand, machen aus diesen Dokumenten Schätze von einmaligem Wert“, schreibt etwa der Fotopublizist Ralf Hanselle. „Wegner […] ging es um das Sammeln und Festhalten von Beweismitteln. Auf seinen Bildern sticht all das ins Auge, was das 20. Jahrhundert der Nachwelt seit langem ins fotografische Gedächtnis eingebrannt hat: Die unterlegenen Körper und die sprechenden Blicke, die Ordnung der Macht und die Ohnmacht des Individuums“. Wegner hielt 1919 in der Berliner Urania einen Dia-Vortrag, in dem er auch die eigenen Bilder zeigte; den Vortrag hielt er später auch in Breslau und 1924 noch in Wien. Sein Vorhaben, zu dem Geschehen einen Roman zu schreiben, blieb in Entwürfen stecken, auch bedingt durch die Publikation von Teilen aus Franz Werfels Roman Die vierzig Tage des Musa Dagh im Jahr 1932.
Nach dem Ersten Weltkrieg nahm Wegner seine Tätigkeit als Reiseschriftsteller wieder auf. Daneben betätigte er sich als aktiver Pazifist. 1919 war er aktiv an der Gründung des Bundes der Kriegsdienstgegner (BdK) beteiligt, der sich ab 1921 international mit anderen Pazifisten, Antimilitaristen und Kriegsdienstgegnern in der War Resisters’ International (WRI) organisierte. 1922 ist dokumentiert, dass die Privatadresse von Armin T. Wegner in Neuglobsow als BdK-Hauptgeschäftsstelle „für das Reich“ diente und er auch mit seinem Namen für das BdK-Bankkonto verantwortlich war. Im BdK gab es eine Zusammenarbeit mit Helene Stöcker.
Im November 1920 heiratete Wegner die jüdische Schriftstellerin Lola Landau und lebte mit ihr bis 1933 in dem von ihnen so genannten „Haus Sieben Wälder“ in Neuglobsow am Stechlin. Wegner schrieb über das Haus:

„Zwei Monate später ziehen wir in das einsame Landhaus in den Wäldern am Stechlin. […] Von den Zimmern des Hauses sieht man nichts als einige Felder, über deren sanft ansteigende Hügel der Wald wie eine Schar von Speerträgern heraufkommt. Wälder, Wälder, Wälder. Weithin über viele Meilen erstrecken sie sich. Hier begegnen sich Kiefer, Buchen, Eichen und Tannen im Forst und streiten sich um die Ufer des Sees. An den Wiesen sammeln sich die Birken, die ewigen Jungfrauen, und die schwarzen Zwerge des Wacholders kauern im Schatten. Von Norden, Süden, Osten und Westen drängen die Massen herauf, und darum haben wir unser Haus »Haus Sieben Wälder« genannt, weil es die sieben Wälder des Lebens sind, die wir durchwandern mußten, um an seine Schwelle zu kommen.“

 Im April 1923 wurde die Tochter Sibylle Anusch geboren. Die Ehe wurde nach Lola Landaus Entscheidung für den Zionismus und ihrer Übersiedelung nach Palästina 1939 geschieden.
1927/28 unternahm Wegner eine Reise in die Sowjetunion. Sein daraufhin erschienenes Buch Fünf Finger über Dir ist ein Dokument des Ringens um eine angemessene Haltung gegenüber Kommunismus und politischer Gewalt.
Eine weitere Reise führten Wegner und seine Frau im Winter und Frühjahr 1928/29 vom Kaspischen Meer zum Nil. „Nachdem er die erste Strecke von Persien mit einem Junkers-Flugzeug erkundet und See Genezareth und Jordan mit einem Klepperfaltboot durchquert hatte, gelangte er um Ostern 1929 mit seinem Beiwagen-Motorrad nach Beth Sera.“ Beth Sera war ein von deutschen Juden gegründeter Kibbuz im Jordantal, dem Wegner ein Kapitel in seinem Buch Am Kreuzweg der Welten widmete. Das Kapitel trägt den Titel Die Saat der Erde und nimmt damit Bezug zum Namen des Kibbuz; Beth Sera heißt übersetzt Saathaus.
Am 11. April 1933 schrieb Wegner einen Offenen Brief „Die Warnung – Sendschreiben an den deutschen Reichskanzler Adolf Hitler“, in dem er gegen die Judenverfolgungen protestierte. Mit erstaunlich prophetischem Weitblick warnte er ihn vor den späteren Folgen: „… die Schmach und das Unglück aber, die Deutschland dadurch zuteil wurden, werden für lange Zeit nicht vergessen sein … wenn einmal die Städte zertrümmert liegen, die Geschlechter verbluteten … Mit Scham und Verachtung werden sie von den Geschlechtern künden, die nicht nur das Glück des Landes leichtfertig auf das Spiel setzten, sondern auch sein Andenken für immer geschändet haben!“ Wegner sandte den Brief an das „Braune Haus“ in München, mit der Bitte um Übergabe an Hitler. Der Eingang wurde ihm vom damaligen Büroleiter Martin Bormann schriftlich bestätigt. Ob der Brief Hitler überhaupt zur Kenntnis gebracht wurde, ist nicht bekannt. Eine Veröffentlichung erfolgte erst 20 Jahre später in der Stuttgarter Zeitung am 1. April 1953.
Im August 1933 wurde er von der Gestapo verhaftet und im Columbiahaus in Berlin-Tempelhof gefoltert. Er verbrachte vier Monate in Gefängnissen und den Konzentrationslagern Oranienburg, Börgermoor und der Lichtenburg. Nach seiner Freilassung Ende Dezember 1933 emigrierte er. Über Großbritannien und Palästina gelangte er nach Italien, wo er sich 1936 in Positano niederließ. Im Jahr 1938 kamen in Deutschland alle Schriften Wegners auf die Liste des schädlichen und unerwünschten Schrifttums.
Ab 1940 lebte er in Italien mit der Künstlerin Irene Kowaliska zusammen, die er verfolgungsbedingt erst 1945 heiraten konnte. Schon 1941 war der Sohn Michael zur Welt gekommen. Zwischen 1941 und 1943 war Wegner als Lehrer für deutsche Sprache und Literatur an der Hochschule in Padua beschäftigt. Anschließend lebte er als freier Schriftsteller abwechselnd in Rom und auf der Insel Stromboli. 1954 erwarb er dort eine ehemalige Windmühle und baute diese zu einem Wohnhaus „Zu den Sieben Winden“ („Torre dei Sette Venti“, Via Regina Elena, 98050 Stromboli) aus. Im Besucherzimmer hing der Spruch an der Wand: „Dilexi iustitiam et odivi iniquitatem, propterea morior in exilio“ – „Ich habe die Gerechtigkeit geliebt und die Ungerechtigkeit gehaßt, deshalb sterbe ich im Exil.“ Dies wurde später Wegners Grabinschrift.
Auf dem ersten deutschen Schriftstellerkongress nach dem Krieg 1947 in Berlin zählte man den vermeintlich verschollenen Wegner zu den während des Nationalsozialismus umgekommenen Schriftstellern.

„Wegners Wahrheit, die er nicht müde wurde niederzuschreiben, war der apodiktische Satz: Katastrophen im menschlichen Miteinander sind Resultat einer Mangelsituation – des Mangels an Kommunikation, an Zuwendung, an Liebe.“

## Auszeichnungen

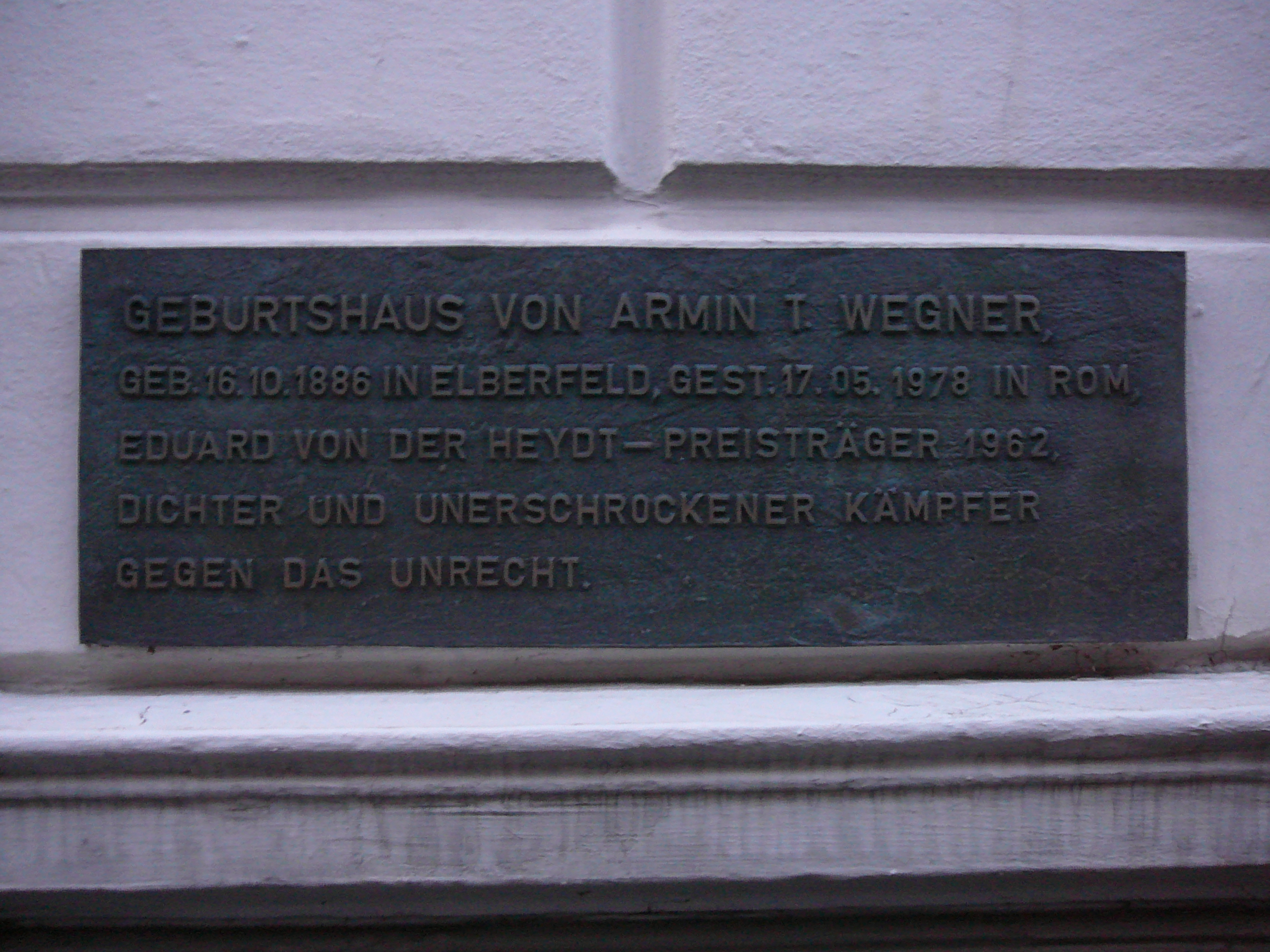
Gedenktafel am Geburtshaus
(Von-der-Tann-Str. 10 in Wuppertal) (2009)

An Auszeichnungen erhielt Wegner unter anderem das Große Verdienstkreuz der Bundesrepublik Deutschland (1956) und den Eduard-von-der-Heydt-Preis seiner Heimatstadt Wuppertal (1962). 1968 wurde Wegner in die Reihe der Gerechten unter den Völkern aufgenommen und pflanzte – von der Vereinigung der nichtjüdischen Märtyrer und Helden Yad Vashem nach Israel eingeladen – im Wald der Gerechten einen Baum. Ebenfalls 1968 bekam er in der Armenischen SSR den „Orden des heiligen Georg“ verliehen.

## Gesellschaften
In Deutschland existiert seit 2002 die Armin-T.-Wegner-Gesellschaft mit Sitz in Wuppertal. 2003 wurde in Los Angeles ihre US-Schwestergesellschaft, die Armin T. Wegner Society of USA, gegründet. Sie vergibt seither zusammen mit der Arpa Foundation for Film, Music and Art (AFFMA) alljährlich den Armin T. Wegner Humanitarian Award, einen Zivilcourage- und Menschenrechtspreis für Filmschaffende.

## Werke
- Zwischen zwei Städten. Gedichte, Berlin 1909
- Gedichte in Prosa. Berlin 1910
- Venedig. Gedicht. In: „Westermanns Monatshefte“ № 110 (1911), S. 110
- Italienische Reisebilder (Gedichte Via Appia, Neapel, Messina, Venedig, Ponte Vecchio). In: „Westermanns Monatshefte“ № 110 (1911), S. 914
- Höre mich reden, Anna-Marie. Eine Rhapsodie. Berlin 1912
- Das Antlitz der Städte. Gedichte, Berlin 1917 (Digitalisat im Internet Archive)
- Der Weg ohne Heimkehr. Ein Martyrium in Briefen. Berlin 1919; 2. Aufl. Dresden 1920 (Digitalisat im Internet Archive)
- Offener Brief an US-Präsident Woodrow Wilson bezüglich des Völkermords an den Armeniern, erschienen im „Berliner Tageblatt“ vom 23. Februar 1919 (Volltext bei musenblaetter.de)
- Im Hause der Glückseligkeit. Aufzeichnungen aus der Türkei. „Geschrieben auf türkischer Erde in den Jahren 1915/16“, Dresden 1920
- Der Knabe Hussein. Türkische Novellen. Dresden 1921
- Vorwort zu Der Prozeß Talaat Pascha. Stenographischer Bericht. Berlin 1921
- Das Geständnis. Roman, Sybillen-Verlag, Dresden 1922 (Digitalisat im Internet Archive)[15]
- Die Straße mit den tausend Zielen. Gedichte, Dresden 1924
- Das Zelt. Aufzeichnungen/Briefe/Erzählungen aus der Türkei. Eine Auswahl Berlin 1926
- Wazif und Akif oder Die Frau mit den zwei Ehemännern. Türkische Komödie. Berlin 1926 (zusammen mit Lola Landau)
- Wie ich Stierkämpfer wurde und andere Erzählungen. Berlin 1928
- Tagebuchblätter aus Teheran. In: Kölnische Zeitung vom 3. August 1929.
- Fünf Finger über Dir. Aufzeichnungen einer Reise durch Rußland, den Kaukasus und Persien. Berlin 1929, Neuausgabe Wuppertal 1979
- Moni oder Die Welt von unten. Der Roman eines Kindes. Stuttgart/Berlin/Leipzig 1929
- Am Kreuzweg der Welten. Eine Reise vom Kaspischen Meer zum Nil. Berlin 1930[16]
- Im Faltboot über den Geigensee (Israel); Ahasver in Asien (Bagdad); Reiseberichte aus der jüdischen Zeitschrift Menorah, 1930/31
- Jagd durch das tausendjährige Land. Berlin 1932. Reisebericht aus Palästina.
- Maschinen im Märchenland. Tausend Kilometer durch die mesopotamische Wüste. Berlin 1932.
- Brief an Hitler (11 S., PDF) 1933, erstmals 1953 in der deutschen Presse erschienen

Zwischen 1933 und Mitte 1951 erschienen keine Werke von Armin T. Wegner im Druck.
- Sonate in Blau. In: Deutsche Zeitung und Wirtschafts-Zeitung vom 13. Oktober 1951 (unter dem Pseudonym Johannes Selbdritt)
- Sarazenenspiele am Tyrrhenischen Meer. In: Weser-Kurier Nr. 235/Oktober 1952, S. 15 (unter dem Pseudonym Johannes Selbdritt)
- Die Silberspur. Wunder der Welt auf der Fahrt durch neun Meere (unter dem Pseudonym Johannes Selbdritt). Frankfurt, Büchergilde 1952
- Stazione Termini. Der Bahnhof Roms ist Europas modernste Karawanserei. Artikel (unter dem Pseudonym Johannes Selbdritt) in Die Zeit № 34/1953
- Zeit zerbricht die Ewigkeit. Eine Botschaft von westlichem und östlichem Denken. Artikel in Die Zeit № 29/1954
- Das jüdische und das preussische Ghetto. Über die Lehre von Mittelpunkt und Kreis in der menschlichen Gesellschaft. Sonderdruck aus: Eckart Okt.–Dez. 1955
- Singe, damit es vorüber geht! In: Dortmunder Vorträge, Heft 79

Zwischen 1956 und 1974 erschienen keine Werke von Armin T. Wegner im Druck.
- Fällst du, umarme auch die Erde oder Der Mann, der an das Wort glaubt. Prosa – Lyrik – Dokumente. Ausgewählte Werke. Wuppertal 1974, ISBN 3-87294-059-7
- Ronald Steckel (Hrsg.): Odyssee der Seele. Ausgewählte Werke. Hammer, Wuppertal 1976, ISBN 3-87294-097-X; 2001, ISBN 3-87294-886-5

Postum erschienen
- Am Kreuzweg der Welten. Lyrik, Prosa, Briefe, Autobiographisches. Buchverlag Der Morgen, Berlin (Ost), 1982
- Thomas Hartwig (Hrsg.): „Welt vorbei“. Abschied von den sieben Wäldern. Die KZ-Briefe 1933/1934 (Briefwechsel zwischen Armin T. Wegner und Lola Landau, aus dem Nachlass herausgegeben). Das Arsenal, Berlin 1999, ISBN 3-931109-14-3
- Brief an Hitler. Dreisprachig. Vorwort von Wolfgang Thierse, Wuppertal 2002, ISBN 3-87294-910-1 (deutsch auch in: Verbannung. Aufzeichnungen deutscher Schriftsteller im Exil. Christian Wegner, Hamburg 1964, S. 21–24)
- Andreas Meier (Hrsg.): Die Austreibung des armenischen Volkes in die Wüste. Ein Lichtbildervortrag. Augenzeugenbericht/Dokumentation (215 S., 103 Abb.), mit einem Vorwort von Wolfgang Gust. Wallstein, Göttingen 2011, ISBN 978-3-89244-800-6
- Reihe Armin T. Wegner: Ausgewählte Werke in Einzelbänden im Wallstein Verlag